# Téprotumumab
Le téprotumumab est un utilisé dans le traitent de l'atteinte oculaire (exophtalmie) lors de la maladie de Basedow et vendu sous le nom de marque Tepezza.

## Mode d'action
Il s'agit d'un anticorps monoclonal humain qui se lie au récepteur du facteur de croissance 1 analogue à l'insuline, empêchant ainsi son activation .

## Usage médical
Le téprotumumab est un médicament utilisé pour traiter la maladie oculaire thyroïdienne . Il diminue la protrusion de l'œil. Il est administré par injection lente intraveineuse.

## Effets secondaires
Les effets secondaires courants comprennent les spasmes musculaires, les nausées, la perte de cheveux, la diarrhée, la fatigue, l'hyperglycémie, la perte d'audition, la sécheresse de la peau, l'altération du goût ou les maux de tête . D'autres effets secondaires peuvent inclure des réactions à la perfusion. Il ne doit pas être utilisé pendant les six mois précédant la grossesse.

## Histoire
Le téprotumumab a été approuvé pour un usage médical aux États-Unis en 2020 . En 2021, il n'est pas approuvé en Europe . Aux États-Unis, il coûte environ 15 600 USD par flacon de 500 mg à partir de 2021  .